# 浴簾

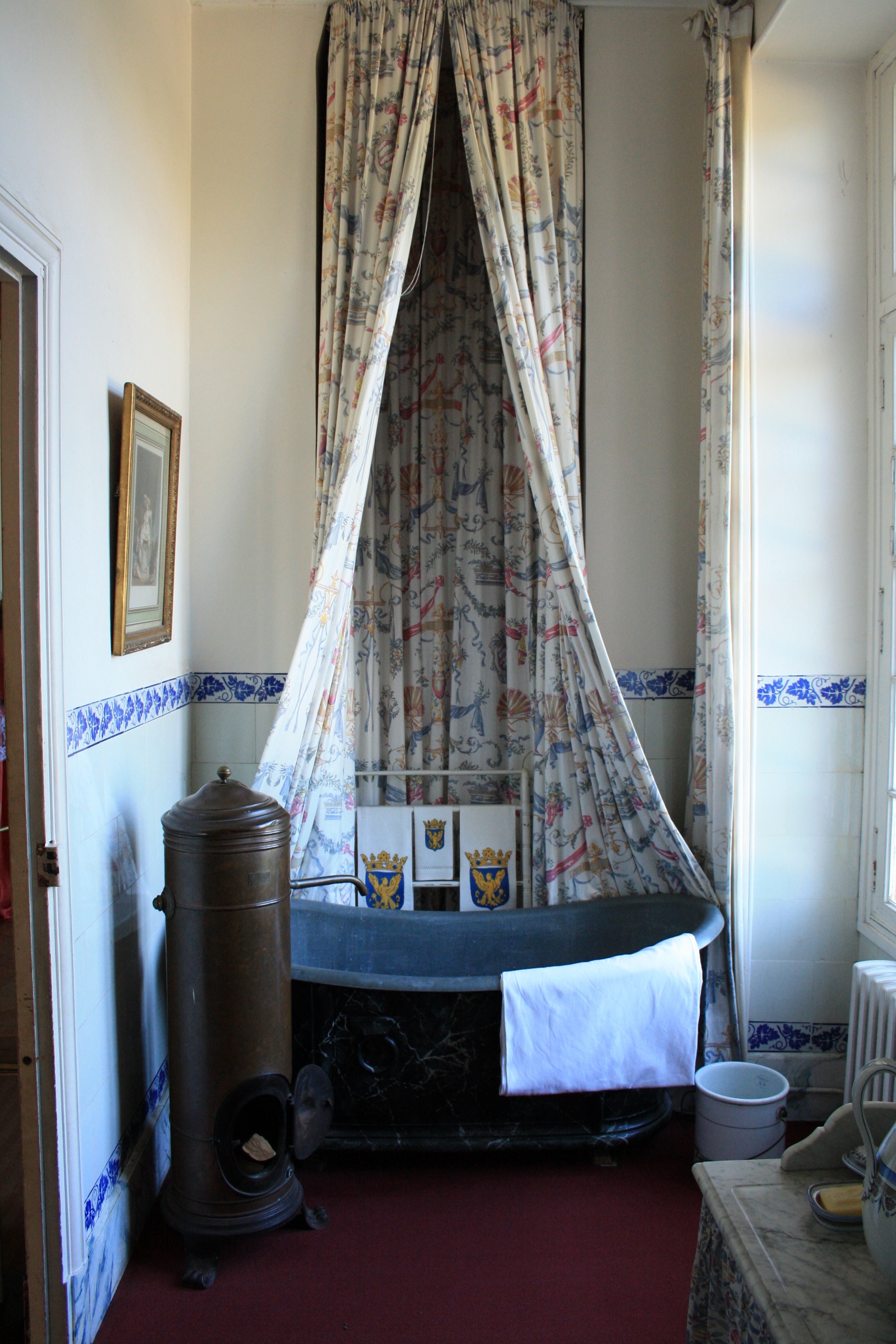
浴簾

浴帘是一个悬挂在带淋浴喷头的浴缸外面、或者淋浴範圍的窗帘状物品。浴帘主要用於防止淋浴的水花飞溅到淋浴外的地方；及為淋浴的人起遮挡作用。浴帘传统来说由塑料、布等材料制成。在室内温度较低的时候浴帘也有聚拢热蒸氣，维持淋浴区局部温度的作用。

## 浴帘基本结构与材料
浴帘一般来说分为三个部分：帘体、浴帘杆和挂钩。也有的浴帘采用直接悬挂在天花板的模式，但是这种情况并不常见。
- 浴帘杆的材料多种多样，有木质、竹质、塑料或者合金材料等。浴帘杆一般根据淋浴区的不同位置与形状而安装在不同的位置，形状也有不同。最常见的直杆型浴帘杆通常固定在浴室的两面相对的墙上；半圆形或者半弧形浴帘杆则多用于较大浴室的淋浴区。

- 帘体的材料除了传统的塑料、布以外，现在比较常见的新型材料还包括聚氯乙烯（PVC）、环保材料PEVA、木帘、竹帘、尼龙等。并且根据浴室的不同风格而有不同的花色和设计。

- 挂钩的材料最常见的为塑料与合金。